# وورلد بريك السيف المقدس
وورلد بريك السيف المقدس (باليابانية: 聖剣使いの禁呪詠唱 ، بالروماجي: Seiken Tsukai no Wārudo Bureiku) (بالإنجليزية: World Break: Aria of Curse for a Holy Swordsman)‏ هي سلسلة رواية خفيفة من تأليف أكاميتسو أوامورا ورسم ريفيا، نشرت من قبل SB Creative، في 15نوفمبر عام 2012 حتى 14 يونيو عام 2018، وتكونت من 22 مجلدًا. أنتجت إلى مسلسل أنمي تلفزيوني من قبل استوديو ديوميديا، عرض الأنمي في 11 يناير عام 2015 واستمر عرضه حتى 29 مارس عام 2015، وتكون من 12 حلقة.

## القصة
تدور أحداث القصة عن مدرسة تستقبل فقط الطلاب الموهوبين الذين يمتلكون ذكريات من حياتهم السابقة، ويطلق عليهم المنقذيون.

## الشخصيات

### الشخصيات الرئيسية
موروها هامورا (باليابانية: 灰村 諸葉، بالروماجي: Haimura Moroha)
مؤدي الصوت: كايتو إيشيكاوا
ساتسوكي رانجو (باليابانية: 嵐城 サツキ، بالروماجي: Ranjō Satsuki)
مؤدية الصوت: أيانا تاكيتاتسو
شيزونو أوروشيبارا (باليابانية: 漆原 静乃، بالروماجي: Urushibara Shizuno)
مؤدية الصوت: آوي يوكي
مايا شيمون (باليابانية: 四門 摩耶، بالروماجي: Shimon Maya)
مؤدية الصوت: يوي أوغورا
هاروكا موموتشي (باليابانية: 百地 春鹿، بالروماجي: Momochi Haruka)
مؤدية الصوت: مآيا أوتشيدا
ألينا أرشافينا (باليابانية: エレーナ・アルシャヴィナ، بالروماجي: Erēna Arushavina)
مؤدية الصوت: رينا أويدا

### شخصيات أخرى
جين إيشوروغي (باليابانية: 石動 迅، بالروماجي: Isurugi Jin)
مؤدي الصوت: يويتشي ناكامورا
توكيكو كانزاكي (باليابانية: 神崎登紀子، بالروماجي: Kanzaki Tokiko)
مؤدية الصوت: يو كوباياشي
صوفي ميرتساكر (باليابانية: ソフィア・メルテザッカー، بالروماجي: Sofī Merutezakkā)
مؤدية الصوت: ماتشيكو
السير إدوارد لامبارد (باليابانية: サー・エドワード・ランパード، بالروماجي: Sā Edowādo Ranpādo)
مؤدية الصوت: واتارو هاتانو
فاسيليسا يوريفنا موستفايا (باليابانية: ヴァシリーサ・ユーリエヴナ・モストヴァヤ، بالروماجي: Vashirīsa Yūrievuna Mosutovaya)
مؤدية الصوت: فومي موريساوا
تشارلز سانت جيرمان (باليابانية: シャルル・サン＝ジェルマン، بالروماجي: Sharuru San Jeruma)
مؤدي الصوت: تاكيهيتو كوياسو
أندو سوروغا (باليابانية: 駿河 安東، بالروماجي: Suruga Andō)
مؤدي الصوت: أكيرا إيشيدا
لو تشيشين (باليابانية: ルー・ヂーシン، بالروماجي: Rū Djīshin)
مؤدي الصوت: هيكارو ميدوريكاوا
أرلين هايبري (باليابانية: アーリン・ハイバリー، بالروماجي: Ārin Haibarī)
مؤدية الصوت: ريي كوغيميا
ماري شيمون (باليابانية: マリシモン، بالروماجي: Marishimon)
مؤدية الصوت: يوكو ميناغوتشي
أنجيلا جونسون (باليابانية: アンジェラ·ジョンソン، بالروماجي: Anjera Jonson)
مؤدية الصوت: تشياكي أوميغاوا

## وصلات خارجية
- موقع المانغا الرسمي باللغة اليابانية
- موقع الأنمي الرسمي باللغة اليابانية
- وورلد بريك السيف المقدس على موقع تلفزيون طوكيو باللغة اليابانية
- وورلد بريك السيف المقدس على موقع فنميشن
- وورلد بريك السيف المقدس على موقع ANN manga (الإنجليزية)